# 코펜하겐 기준
코펜하겐 기준(Copenhagen criteria)은 유럽 연합 가입에 대한 적합성 여부를 판단하는 기준이다. 이 기준은 1993년 6월 덴마크 코펜하겐에서 유럽 이사회에서 결정되었으며, 따라서 가맹 기준으로 코펜하겐의 이름이 붙여져 있다.

## 가입 조건
코펜하겐 기준에 명시된 유럽 연합 회원국 가입에 관한 조건으로는 다음과 같다.
- 민주주의, 법의 지배, 인권, 소수 집단의 존중과 권리 보호를 통해 안정된 체제를 유지할 것. 대표적으로 차별금지법 제정이 있다. 이는 기본적인 민주주의와 인권이 지켜지지 않는 나라와는 함께할 수 없다는 이유에서 만들어졌다.
- 유럽 연합 내에서의 경제적 경쟁력, 시장의 원리에 견딜 수 있는 능력을 가진 자유 시장, 시장 경제 기능을 갖고 있을 것
- 정치 동맹, 경제 동맹, 통화 동맹으로서의 목적을 준수하는 등 유럽 연합 회원국으로서의 의무를 질 수 있는 것

이러한 조건은 유럽 사법재판소, 유럽 인권재판소의 판례 이외에 유럽 이사회, 유럽 위원회, 유럽 의회의 법률에 따라 명시되어 있다. 그러나 현재의 유럽 연합 회원국의 관점에 따라 해석이 달라질 수 있다.
유럽 연합 가입 기준은 다음과 같은 3개의 문서에서 명시되어 있다.
- 1992년에 서명한 《유럽 연합 조약 제O조》: 지리적 요건과 이에 대한 전반적인 방침에 관한 내용
- 1993년 6월 덴마크 코펜하겐에서 채택된 《유럽 이사회 선언》(코펜하겐 기준): 보다 상세한 정치적 요건, 경제적 요건, 법률상 요건과 이에 대한 전반적인 방침에 관한 내용
- 가입 후보국별 협상 문서: 가입 후보국 특유의 개별적인 상세한 상황이 담긴 내용, 유럽 연합 가입에 동의할 능력이 있고 이를 수용할 태세를 갖고 있다고 판단될 때까지 신규 가입국은 유럽 연합 내에서 회원국으로서의 지위를 받을 수 없다는 내용